# Arquebisbat d'Acapulco
L'arquebisbat d'Acapulco (castellà: Arquidiócesis d'Acapulco; llatí: Archidioecesis Acapulcana) és una seu de l'Església catòlica mexicana que pertany a la regió eclesiàstica Sud. El 2012 tenia 3.074.000 batejats d'un total de 4.258.000 habitants. Actualment està regida per l'arquebisbe Carlos Garfias Merlos.

## Territori
L'arxidiòcesi abasta dinou municipis de la zona costanera de l'estat de Guerrero: Acapulco, Atoyac, Ayutla de los Libres, Azoyú, Benito Juarez, Copala, Coyuca de Benítez, Cuajinicuilapa, Cuauhtepec, Florencio Villarreal, Igualapa, Ometepec, Petatlán, San Luis Acatlán, San Marcos, Tecoanapa, Técpan, Tlacuachistlahuaca i Xochistlahuaca.
La seu arxiepiscopal és la ciutat d'Acapulco, on es troba la catedral de Nostra Senyora de la Soledat.
El territori s'estén sobre 18.603 km² i comprèn 84 parròquies.
La província eclesiàstica d'Acapulco, instituïda el 1983, comprèn tres diòcesis sufragànies: Chilpancingo-Chilapa, Ciudad Altamirano i Tlapa.

## Història
La diòcesi d'Acapulco va ser erigida el 18 de març de 1958, mitjançant la butlla Quo aptiori del Papa Pius XII, prenent territori de la diòcesi de Chilapa (avui bisbat de Chilpancingo-Chilapa). La butlla s'executà el 24 de gener de 1959.
El 27 d'octubre de 1964 cedí part del seu territori per tal que s'erigís el bisbat de Ciudad Altamirano.
El 10 de febrer de 1983 va ser elevada al rang d'arxidiòcesi metropolitana mitjançant la butlla Quo maius del Papa Joan Pau II.

## Cronologia episcopal
- José del Pilar Quezada Valdés † (18 de desembre de 1958 - 1 de juny de 1976 jubilat)
- Rafael Bello Ruiz † (1 de juny de 1976 - 8 de maig de 2001 jubilat)
- Felipe Aguirre Franco (8 de maig de 2001 - 7 de juny de 2010 jubilat)
- Carlos Garfias Merlos, des del 7 de juny de 2010

## Estadístiques
A finals del 2012, la diòcesi tenia 3.074.000 batejats sobre una població de 4.258.000 persones, equivalent al 72,2% del total.
| any  | població  | població  | població | sacerdots | sacerdots       | sacerdots       | sacerdots             | diàques | religiosos | religiosos | parroquies |
| ---- | --------- | --------- | -------- | --------- | --------------- | --------------- | --------------------- | ------- | ---------- | ---------- | ---------- |
| any  | batejats  | total     | %        | total     | clergat secular | clergat regular | batejats por sacerdot | diàques | homes      | dones      |            |
| 1958 | ?         | 400.000   | ?        | 36        | 36              |                 | ?                     |         |            |            | 23         |
| 1963 | 432.000   | 450.000   | 96,0     | 34        | 32              | 2               | 12.705                |         | 9          | 126        | 34         |
| 1970 | 432.000   | 450.000   | 96,0     | 39        | 39              |                 | 11.076                |         | 9          | 137        | 36         |
| 1976 | 722.000   | 750.000   | 96,3     | 56        | 48              | 8               | 12.892                |         | 19         | 154        | 43         |
| 1980 | 828.000   | 932.000   | 88,8     | 66        | 56              | 10              | 12.545                | 6       | 21         | 150        | 47         |
| 1990 | 2.620.000 | 3.100.000 | 84,5     | 67        | 57              | 10              | 39.104                | 12      | 18         | 127        | 55         |
| 1999 | 2.730.000 | 2.860.000 | 95,5     | 100       | 84              | 16              | 27.300                | 16      | 36         | 217        | 81         |
| 2000 | 2.740.000 | 3.860.000 | 71,0     | 107       | 91              | 16              | 25.607                | 15      | 28         | 200        | 80         |
| 2001 | 2.795.000 | 3.900.000 | 71,7     | 107       | 89              | 18              | 26.121                | 16      | 30         | 200        | 82         |
| 2002 | 2.836.000 | 3.955.000 | 71,7     | 108       | 90              | 18              | 26.259                | 20      | 20         | 204        | 84         |
| 2003 | 2.860.000 | 3.965.000 | 72,1     | 113       | 95              | 18              | 25.309                | 20      | 30         | 183        | 84         |
| 2004 | 2.865.000 | 3.970.000 | 72,2     | 108       | 89              | 19              | 26.527                | 20      | 31         | 171        | 86         |
| 2005 | 2.908.000 | 4.030.000 | 72,2     | 111       | 92              | 19              | 26.198                | 20      | 31         | 140        | 78         |
| 2006 | 2.940.000 | 4.074.000 | 72,2     | 112       | 89              | 23              | 26.250                | 19      | 35         | 140        | 78         |
| 2011 | 3.049.000 | 4.244.000 | 71,8     | 129       | 107             | 22              | 23.635                | 22      | 33         | 150        | 84         |
| 2012 | 3.074.000 | 4.258.000 | 72,2     | 126       | 106             | 20              | 24.396                | 21      | 21         | 187        | 84         |